# NGC 5713
NGC 5713 (również PGC 52412 lub UGC 9451) – galaktyka spiralna z poprzeczką (SBbc), znajdująca się w gwiazdozbiorze Panny. Odkrył ją William Herschel 11 kwietnia 1787 roku.

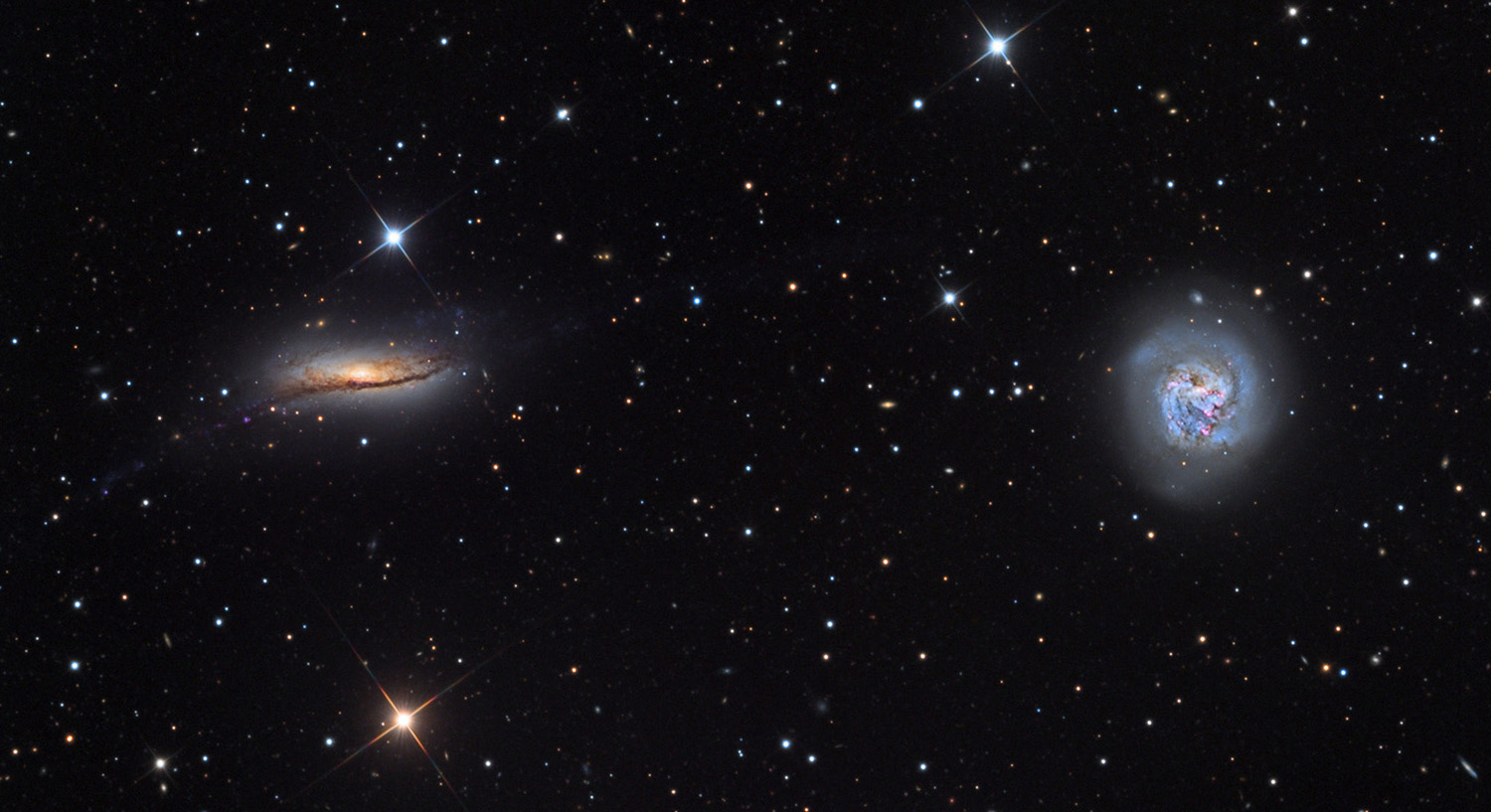
NGC 5713 (z prawej) i NGC 5719 (zdj. Mount Lemmon SkyCenter)

Oddziałuje grawitacyjnie z galaktyką NGC 5719.
Galaktyka otrzymała oznaczenie NGC 5713 w New General Catalogue Johna Dreyera. Prawdopodobnie, inny obiekt z tego katalogu – NGC 5651 – to skatalogowana z błędną pozycją obserwacja tej galaktyki przeprowadzona przez George’a Phillipsa Bonda 9 maja 1853 roku.